# Дядюша, Сергей Иванович
Сергей Иванович Дядю́ша (26 сентября (8 октября) 1870, Хорол, Полтавская губерния — 23 мая 1933, Калиш) — генерал-майор Генштаба Русской императорской армии, генерал-поручик армии Украинской народной республики (УНР).

## Биография
Из дворян Полтавской губернии. Православного вероисповедания.

### Образование
Окончил: в Полтаве — Петровский кадетский корпус (1887), в Санкт-Петербурге — Павловское военное училище (1889) и Николаевскую академию Генерального штаба по 1-му разряду (1900).

### Служба в русской армии
В службу вступил 1 сентября 1887 года юнкером Павловского военного училища. Из училища выпущен во 2-ю артиллерийскую бригаду (г. Бела, Царство Польское), затем служил в 35-й артиллерийской бригаде (г. Рязань). С 1889 года — подпоручик (со старшинством в чине — с 09.08.1888), с 1892 — поручик, с 1897 — штабс-капитан.
С 1900 года — капитан. Был причислен к Генеральному штабу; состоял при Варшавском военном округе для исполнения поручений.
2 июля 1902 года — переведен в Генеральный штаб с назначением старшим адъютантом штаба 1-й пехотной дивизии (г. Смоленск). С 01.10.1902 по 01.10.1903 проходил цензовое командование ротой в 81-м пехотном Апшеронском полку (г. Владикавказ).
В октябре 1903 — мае 1904 — старший адъютант штаба 1-й гренадерской дивизии (г. Москва), в мае–ноябре 1904 года — помощник старшего адъютанта штаба Московского военного округа. С 06.12.1904 — Генерального штаба подполковник.
С 13 ноября 1904 по 29 октябрь 1908 года — состоял в прикомандировании к московскому Алексеевскому военному училищу для преподавания военных наук. В мае-сентябре 1908 года проходил цензовое командование батальоном в 4-м гренадерском Несвижском полку 1-й гренадерской дивизии (г. Москва).
С октября 1908 по март 1913 — штаб-офицер для особых поручений при штабе Гренадерского корпуса (г. Москва). С 6 декабря 1908 года — Генерального штаба полковник (старшинство в чине полковника — с 06.12.1908).
20 марта 1913 года — назначен начальником штаба 1-й гренадерской дивизии, с которой вступил в Первую мировую войну.
16 ноября 1914 года — назначен командиром 2-го гренадерского Ростовского полка 1-й гренадерской дивизии. 26.07.1915 был ранен (находился на лечении до 28.09.1915).
С января 1916 года — начальник штаба 84-й пехотной дивизии; с 10 апреля 1916 — Генерального штаба генерал-майор (старшинство — с 06.12.1915).
С марта 1917 — начальник штаба 4-го армейского корпуса. В январе–феврале 1918 — начальник штаба 6-й армии Румынского фронта.

### Служба в украинской армии
С апреля 1918 — в составе создаваемой армии Украинской народной республики (УНР); с 17 апреля 1918 — командир 1-го Волынского корпуса. Был на этой должности и при правлении гетмана Павла Скоропадского. 24 сентября 1918 переаттестован из генерал-майоров в чин генерального хорунжего украинской армии.
В ходе восстания сторонников УНР против гетмана был отстранён от должности, с зачислением (с 1 декабря 1918) в распоряжение штаба войск Директории УНР, затем некоторое время был в отставке, жил в Житомире как частное лицо.
С 27 января 1919 года — инспектор пехоты армии УНР, с 7 апреля 1919 — генерал-квартирмейстер Холмской группы войск армии УНР. С 17 июня 1919 — генерал для поручений Главного управления Генерального штаба (ГУГШ) УНР, с 19 марта по 19 апреля 1920 года — начальник ГУГШ УНР.
5 июня 1920 года — назначен и. д. 2-го генерал-квартирмейстера ГУГШ, утверждён в этой должности 3 июля того же года.
С 12 февраля по 12 апреля 1921 — и. д. военного министра Правительства УНР в изгнании. 3 августа 1921 — произведен в генерал-поручики армии УНР.

### В эмиграции
С 1921 года — в эмиграции в Польше. Умер и похоронен в Калише.

## Награды
- Орден Святого Станислава 3-й степени (1905)
- Орден Святого Станислава 2-й степени (30.06.1912; ВП 03.08.1912)
- Орден Святого Владимира 4-й степени с мечами и бантом (ВП 27.10.1914, стр. 7)
- Орден Святого Владимира 3-й степени с мечами (ВП 27.10.1914, стр. 6)
- Орден Святой Анны 2-й степени с мечами (ВП 20.04.1915)
- Георгиевское оружие (ВП 05.05.1915) …за то, что 7 ноября 1914 г., командуя боевым участком дивизии и узнав об отходе полка под натиском превосходных сил противника, выехал к отступающим передовым частям и, поддержав их ротой из своего резерва и двумя ротами из резерва дивизии, прекратил дальнейшее наступление противника и тем предотвратил очищение позиции.
- Мечи к ордену Святого Станислава 2-й степени (ВП 28.09.1916)
- Орден Святого Станислава 1-й степени с мечами (ПАФ 10.06.1917)

Медали:
- «В память царствования императора Александра III» (1896)
- «В память 100-летия Отечественной войны 1812 года» (1912)
- «В память 300-летия царствования дома Романовых» (1913)

## Семья
На 1913 год — был женат на уроженке Рязанской губернии православного вероисповедания, имел сына (1910 года рождения) и троих дочерей (1902, 1904 и 1908 годов рождения).